# Allygidius caucasicus
Allygidius caucasicus är en insektsart som beskrevs av Melichar 1914. Allygidius caucasicus ingår i släktet Allygidius och familjen dvärgstritar. Inga underarter finns listade i Catalogue of Life.